# Mormântul ostașului căzut în 1944 (Voinova)
Mormântul ostașului căzut în 1944 este un mormânt amplasat în Voinova, raionul Strășeni, Republica Moldova. Este un monument istoric de importanță națională inclus în Registrul monumentelor Republicii Moldova ocrotite de stat cu nr. 1435 (raionul Strășeni).